# Reputation (album)
Reputation (viết cách điệu là reputation) là album phòng thu thứ sáu của ca sĩ kiêm sáng tác nhạc người Mỹ Taylor Swift, phát hành ngày 10 tháng 11 năm 2017 bởi Big Machine Records và là đĩa hát cuối cùng của cô với hãng đĩa. Swift trở thành chủ đề soi mói của các tờ báo lá cải sau khi phát hành album phòng thu thứ năm 1989 (2014), khi giới truyền thông liên tục khai thác cuộc sống cá nhân và những mâu thuẫn của cô với những người nổi tiếng khác. Do đó, Swift tách mình khỏi báo chí và mạng xã hội, khác với khoảng thời gian hoạt động tích cực trước đây để tạo nên Reputation như một nỗ lực để cải thiện đời sống tinh thần của cô. Swift tham gia viết lời cho tất cả những bản nhạc kiêm đồng sản xuất một số bài hát từ album. Đóng vai trò điều hành sản xuất cho Reputation, cô tiếp tục hợp tác với những cộng tác viên quen thuộc trong những album trước, bao gồm Jack Antonoff, Max Martin, và Shellback, bên cạnh một số nhà sản xuất mới như Ali Payami, Oscar Görres và Oscar Holter. 
Chịu ảnh hưởng bởi những biến động trong cuộc sống lúc bấy giờ, Swift khai thác hai chủ đề chính trong Reputation: những lời đàm tiếu quá mức xung quanh cô và tìm thấy tình yêu giữa những thị phi. Đánh dấu sự thay đổi rõ rệt so với phong cách synth-pop của album trước, đĩa nhạc kết hợp những yếu tố của electropop, R&B và trap, cũng như lấy cảm hứng từ nhiều thể loại đương đại khác như EDM, hip hop và Miami bass, dẫn đến phần sản xuất đậm chất điện tử với trống máy, synthesizer và phần giọng hát được xử lý triệt để. Reputation đa phần nhận được những phản ứng tích cực từ các nhà phê bình âm nhạc, trong đó họ đánh giá cao khả năng viết lời thông minh của Swift, nhưng cũng có nhiều quan điểm trái chiều xung quanh phong cách sản xuất và chủ đề album. Các bài đánh giá về sau đã mô tả album như một tác phẩm thể nghiệm và khám phá cảm xúc của Swift.
Reputation trở thành album thứ tư liên tiếp của Swift ra mắt ở vị trí số một trên bảng xếp hạng Billboard 200 với doanh số tuần đầu trên một triệu bản. Album cũng đứng đầu các bảng xếp hạng ở nhiều thị trường lớn như Úc, Áo, Bỉ, Canada, Ireland, Hà Lan, New Zealand, Na Uy, Scotland, Thụy Sĩ và Vương quốc Anh. Đây là album bán chạy nhất của một nữ nghệ sĩ trong năm 2017, bán được hơn 4.5 triệu bản trên toàn cầu. Sáu đĩa đơn thương mại đã được phát hành từ Reputation, trong đó đĩa đơn đầu tiên "Look What You Made Me Do" đứng đầu các bảng xếp hạng ở nhiều quốc gia, và trở thành đĩa đơn quán quân thứ năm của Swift trên bảng xếp hạng Billboard Hot 100. Đĩa đơn tiếp theo, "...Ready for It?" lọt vào top 10 ở một số thị trường, trong khi "End Game" vươn tới top 20 ở Hoa Kỳ. Những đĩa đơn tiếp theo cũng gặt hái một số thành công tương đối, với hai đĩa đơn được phát hành giới hạn ở một số khu vực.
Để phù hợp với chủ đề của album, Swift không quảng bá Reputation thông qua các cuộc phỏng vấn, điều cô vốn thường xuyên thực hiện cho những album trước đó. Thay vào đó, nữ ca sĩ chỉ tiến hành một số màn trình diễn ít ỏi trước khi bắt đầu chuyến lưu diễn Reputation Stadium Tour với 53 buổi diễn tại các sân vận động trên khắp Bắc Mỹ, Châu Âu, Châu Đại Dương và Châu Á, trở thành chuyến lưu diễn Bắc Mỹ có doanh thu cao nhất mọi thời đại. Sau khi phát hành, Reputation lọt vào danh sách những album xuất sắc nhất năm bởi nhiều ấn phẩm và tổ chức âm nhạc, đồng thời nhận được một đề cử giải Grammy cho Album giọng pop xuất sắc nhất tại lễ trao giải thường niên lần thứ 61. Ngoài ra, việc Swift xóa trang web và các tài khoản mạng xã hội của cô trước khi công bố Reputation đã thu hút sự chú ý rộng rãi trên internet; các nghệ sĩ khác sau đó cũng mô phỏng chiến thuật tương tự khi công bố dự án âm nhạc mới.

## Phát hành
Vào ngày 18 tháng 8 năm 2017, Swift xóa hết tất cả các bài đăng của cô ấy trên các tài khoản mạng xã hội, bao gồm cả trang web chính thức của cô. một vài ngày sau đó, Swift đăng tải một series những đoạn video về một con rắn, thứ nhắc đến các vụ tai tiếng của cô với Kanye West, Katy Perry, Calvin Harris và Kim Kardashian vào năm trước đó. Người hâm mộ đồn đoán rằng Swift chuẩn bị phát hành một album mới. Vào ngày 23 tháng 8, Swift thông báo về album trên Instagram, tiết lộ bìa và ngày phát hành của album. Reputation được dự kiến sẽ phát hành vào ngày 10 tháng 11 năm 2017. Đĩa đơn đầu tiên từ album, "Look What You Made Me Do", được phát hành ngày 25 tháng 8 năm 2017. Album cũng sẽ được phát hành cùng 2 phiên bản của một tạp chí, cùng mang tên reputation, độc quyền ra mắt tại Target. Vào ngày 2 tháng 9, Swift nhá hàng bài hát tiếp theo từ album trên một số của chương trình Saturday Night Football của đài ABC và sau đó là trên Instagram, có tên "...Ready for It?". Bài hát được phát hành vào ngày 3 tháng 9 năm 2017. Vào ngày 13 tháng 10, Swift đã tổ chức một buổi nghe thử bí mật tại Luân Đôn, nơi cô cho 100 người hâm mộ may mắn đến từ khắp nơi trên thế giới nghe thử album. Swift đã phát hành "Gorgeous" vào nửa đêm ngày 20 tháng 10 năm 2017 dưới dạng đĩa đơn quảng bá thứ hai cho album và "Call It What You Want" vào ngày 3 tháng 11 năm 2017.

## Quảng bá
UPS đã thông báo sẽ có một dịch vụ "Official Delivery Partner" cho Reputation. những xe tải của UPS tại các thành phố đã được chọn sẽ được dán đề can in hình bìa album Reputation. UPS kêu gọi người hâm mộ chụp ảnh cùng với những chiếc xe đó và đăng tải lên Twitter cùng một hashtag để được nhận "cơ hội hoàn hảo" để mua vé xem các chuyến lưu diễn.
Swift cũng hợp tác với Ticketmaster trong một chương trình ưu đãi nhiều sản phẩm; người mua vừa có thể mua vé đi dự các chuyến lưu diễn sắp tới của Swift và sẽ được đặt vào một danh sách chờ, và những người trong danh sách đó sẽ được hưởng ưu đãi bằng nhiều cách, bao gồm mua các sản phẩm và đặt trước Reputation với những ưu đãi cao nhất. Swift bị người hâm mộ phản đối dữ dội và truyền thông gọi đây "đơn giản là một trò lừa đảo." Tuy nhiên, Ticketmaster đã đăng tải một đoạn văn trên trang web chính thức của họ, phản kháng lại các lời chỉ trích, cho rằng "Taylor Swift cam kết sẽ chuyển những tấm vé lưu diễn tới tận tay người hâm mộ, không phải chiến dịch thu lãi nhanh" Chương trình sẽ kết thúc vào ngày 28 tháng 11 năm 2017, khi người hâm mộ sẽ nhận được những hướng dẫn chi tiết hơn về việc đi xem các chuyến lưu diễn.

### Lưu diễn
Vào ngày 13 tháng 11 năm 2017, Swift đã thông báo cô tham gia một chuyến lưu diễn có tên Reputation Stadium Tour vào năm 2018 để quảng bá Reputation, đồng thời thông báo lịch diễn tại Bắc Mỹ, sau đó là tại châu Âu, châu Đại Dương và châu Á. Đây là chuyến lưu diễn sân vận động đầu tiên của Swift.

## Đĩa đơn
Vào ngày 24 tháng 8 năm 2017, "Look What You Made Me Do" được phát hành dưới dạng đĩa đơn mở đầu cho Reputation. Bài hát phá vỡ hàng loạt kỷ lục bào gồm bài hát được nghe nhiều nhất trên  Spotify trong vòng 24 giờ và trở thành nữ nghệ sĩ đạt vị trí đầu bảng iTunes Mỹ nhanh nhất. Video âm nhạc được phát hành tại Giải Video âm nhạc của MTV năm 2017 và đạt 43.2 triệu lượt xem trên YouTube trong 24 giờ đầu phát hành, phá vỡ kỷ lục 27.7 triệu lượt xem mở màn từ video "Hello" của Adele năm 2015.  "Look What You Made Me Do" đạt vị trí đầu bảng trên Billboard Hot 100 với số lượng tiêu thụ và stream cao nhất trong năm, đánh bật "Despacito" khi bài hát đã chạm đến tuần quán quân thứ 16 và ngăn chặn bài hát phá kỉ lục của Mariah Carey và Boyz II Men với "One Sweet Day" khi nó đạt được cùng số tuần đầu bảng trên vào hai năm 1995-1996; đồng thời là đĩa đơn đầu bảng thứ năm của Swift tại đây, là bài hát solo đạt ngôi đầu bảng đầu tiên với 84.4 triệu lượt stream kể từ khi Adele làm được điều đó với "Hello" vào 2015 và lượng stream tuần đầu cao thứ hai lịch sử chỉ sau "Harlem Shake" (103.3 triệu). Video âm nhạc cho bài hát được ra mắt sau đó tại Giải Video âm nhạc MTV năm 2017 và đạt 43.2 triệu lượt xem trên YouTube trong 24 giờ đầu, nhiều nhất từ trước đến giờ và đánh bại kỷ lục 36 triệu lượt của "Gentleman" vào năm 2013.
Vào ngày 2 tháng 9 năm 2017, Swift chia sẻ trên Instagram về bài hát đầu tiên trong danh sách bài hát của Reputation, tên là "...Ready for It?", sẽ được phát hành dưới dạng đĩa đơn quảng bá. Bài hát được đăng tải lên các trang nghe nhạc kỹ thuật số cùng đơn đặt hàng trước album Reputation vào ngày 3 tháng 9 năm 2017. Bài hát đạt vị trí thứ 3 tại Úc, thứ 4 tại Hoa Kỳ, và thứ 7 tại Anh Quốc. Vào ngày 24 tháng 10 năm 2017, bài hát được phát trên các đài phát thanh đương đại dưới dạng đĩa đơn thứ hai từ album.

### Đĩa đơn quảng bá
Vào ngày 19 tháng 10 năm 2017, Swift thông báo sẽ phát hành một bài hát có tên "Gorgeous". Bài hát được phát hành vào ngày hôm sau trên các trang nghe nhạc kỹ thuật số và các dịch vụ streaming dưới dạng đĩa đơn quảng bá thứ hai từ album. Vào ngày 2 tháng 11, Swift sẽ phát hành đĩa đơn quảng bá thứ ba cho Reputation, bằng cách đăng những thông tin lên tài khoán cá nhân trên Twitter và Instagram của cô. Bài hát có tên "Call It What You Want", được phát hành vào ngày hôm sau, 3 tháng 11.
Vào ngày 9 tháng 11 năm 2017, một màn trình diễn của bài hát "New Year's Day" đã được công chiếu trong show Scandal của ABC. Nó được ghi hình lại tại một trong những buổi nghe thử bí mật, tổ chức tại nhà Swift ở Rhode Island vào ngày 18 tháng 10 với khoảng 100 người hâm mộ tham dự. Một phiên bản khác của phần trình diễn cũng được công chiếu vào ngày 10 tháng 11, trong show The DUFF của Freeform. Billboard cũng thông báo về việc cô sẽ thông báo về tour lưu diễn của mình vào tháng 12 năm 2017.
Vào ngày 11 tháng 11, Swift đã trở thành khách mời âm nhạc của tập 5 mùa thứ 43 show Saturday Night Live, ở đây cô đã biểu diễn hai bài hát "...Ready for It?" và "Call It What You Want". Đây là màn xuất hiện trực tiếp trên truyền hình đầu tiên của cô để quảng bá cho album, và cũng là lần đầu tiên cô xuất hiện trên show này trong khoảng 8 năm.

## Thành tích thương mại
Một tuần trước ngày phát hành Reputation, số lượng đặt trước của album tại Hoa Kỳ đã được công bố là 400,000 đơn vị. Album trở thành sản phẩm có số lượng đặt trước nhiều nhất tại chuỗi cửa hàng Target từ trước đến nay. Billboard công bố con số này gần gấp đôi so với album trước của Swift, 1989, đĩa nhạc mà đã tiêu thụ được 1.2 triệu bản trong tuần đầu phát hành. Theo Nielsen SoundScan, album đã được bán ra 700,000 bản tại đây trong ngày đầu phát hành.

## Danh sách bài hát
| STT              | Nhan đề                                       | Sáng tác                                                         | Sản xuất                  | Thời lượng |
| ---------------- | --------------------------------------------- | ---------------------------------------------------------------- | ------------------------- | ---------- |
| 1.               | "…Ready for It?"                              | Taylor Swift Max Martin Shellback Ali Payami                     | Martin Shellback Payami   | 3:28       |
| 2.               | "End Game" (hợp tác với Ed Sheeran và Future) | Swift Martin Shellback Sheeran Nayvadius Wilburn                 | Martin Shellback Ilya [a] | 4:04       |
| 3.               | "I Did Something Bad"                         | Swift Martin Shellback                                           | Martin Shellback          | 3:58       |
| 4.               | "Don't Blame Me"                              | Swift Martin Shellback                                           | Martin Shellback          | 3:56       |
| 5.               | "Delicate"                                    | Swift Martin Shellback                                           | Martin Shellback          | 3:52       |
| 6.               | "Look What You Made Me Do"                    | Swift Jack Antonoff Richard Fairbrass Fred Fairbrass Rob Manzoli | Swift Antonoff            | 3:31       |
| 7.               | "So It Goes…"                                 | Swift Martin Shellback Oscar Görres                              | Martin Shellback Görres   | 3:47       |
| 8.               | "Gorgeous"                                    | Swift Martin Shellback                                           | Martin Shellback          | 3:29       |
| 9.               | "Getaway Car"                                 | Swift Antonoff                                                   | Swift Antonoff            | 3:53       |
| 10.              | "King of My Heart"                            | Swift Martin Shellback                                           | Martin Shellback          | 3:34       |
| 11.              | "Dancing with Our Hands Tied"                 | Swift Martin Shellback Oscar Holter                              | Martin Shellback Holter   | 3:31       |
| 12.              | "Dress"                                       | Swift Antonoff                                                   | Swift Antonoff            | 3:50       |
| 13.              | "This Is Why We Can't Have Nice Things"       | Swift Antonoff                                                   | Swift Antonoff            | 3:27       |
| 14.              | "Call It What You Want"                       | Swift Antonoff                                                   | Swift Antonoff            | 3:23       |
| 15.              | "New Year's Day"                              | Swift Antonoff                                                   | Swift Antonoff            | 3:55       |
| Tổng thời lượng: | Tổng thời lượng:                              | Tổng thời lượng:                                                 | Tổng thời lượng:          | 55:38      |

Ghi chú
- ^a  nghĩa là hỗ trợ sản xuất giọng hát
- "Look What You Made Me Do" có sự tham chiếu bài hát năm 1991 "I'm Too Sexy" của Right Said Fred.[40]

## Xếp hạng
| Bảng xếp hạng (2017–2018)                | Vị trí cao nhất |
| ---------------------------------------- | --------------- |
| Album Úc (ARIA)                          | 1               |
| Album Áo (Ö3 Austria)                    | 1               |
| Album Bỉ (Ultratop Vlaanderen)           | 1               |
| Album Bỉ (Ultratop Wallonie)             | 9               |
| Album Canada (Billboard)                 | 1               |
| Album Cộng hòa Séc (ČNS IFPI)            | 2               |
| Album Đan Mạch (Hitlisten)               | 3               |
| Album Hà Lan (Album Top 100)             | 1               |
| Album Phần Lan (Suomen virallinen lista) | 5               |
| Album Pháp (SNEP)                        | 16              |
| Album Đức (Offizielle Top 100)           | 2               |
| Album Hungaria (MAHASZ)                  | 8               |
| Album Ireland (IRMA)                     | 1               |
| Album Ý (FIMI)                           | 3               |
| Album Nhật Bản (Oricon)                  | 3               |
| Album Nhật Bản Quốc tế (Oricon)          | 1               |
| Album Mexico (AMPROFON)                  | 4               |
| Album New Zealand (RMNZ)                 | 1               |
| Album Na Uy (VG-lista)                   | 1               |
| Album Ba Lan (ZPAV)                      | 6               |
| Album Bồ Đào Nha (AFP)                   | 1               |
| Album Scotland (OCC)                     | 1               |
| Album Hàn Quốc (Circle)                  | 36              |
| Album Hàn Quốc Quốc tế (Circle)          | 3               |
| Album Slovakia (ČNS IFPI)                | 1               |
| Album Nam Phi (RSG)                      | 3               |
| Album Tây Ban Nha (PROMUSICAE)           | 3               |
| Album Thụy Điển (Sverigetopplistan)      | 2               |
| Album Thụy Sĩ (Schweizer Hitparade)      | 1               |
| Album Anh Quốc (OCC)                     | 1               |
| Album Hoa Kỳ Billboard 200               | 1               |
| Bảng xếp hạng (2021–2022)                | Vị trí cao nhất |
| Album Argentina (CAPIF)                  | 2               |
| Album Hy Lạp (IFPI)                      | 2               |
| Album Lithuania (AGATA)                  | 20              |
| Album Uruguay (CUD)                      | 1               |
| Album Hoa Kỳ Independent (Billboard)     | 10              |

| Bảng xếp hạng (2017)                      | Vị trí |
| ----------------------------------------- | ------ |
| Album Úc (ARIA)                           | 3      |
| Album Áo (Ö3 Austria)                     | 55     |
| Album Bỉ (Ultratop Flanders)              | 57     |
| Album Bỉ (Ultratop Wallonia)              | 165    |
| Album Hà Lan (Album Top 100)              | 90     |
| Album Đức (Offizielle Top 100)            | 60     |
| Album Hungary (MAHASZ)                    | 95     |
| Album Nhật Bản (Billboard Japan)          | 82     |
| Album Nhật Bản (Oricon)                   | 73     |
| Album Mexico (AMPROFON)                   | 93     |
| Album New Zealand (RMNZ)                  | 9      |
| Album Na Uy (VG-lista)                    | 94     |
| Hàn Quốc Album Quốc tế (Gaon)             | 51     |
| Album Tây Ban Nha (PROMUSICAE)            | 43     |
| Album Thụy Sĩ (Schweizer Hitparade)       | 90     |
| Album Vương quốc Anh (OCC)                | 15     |
| Album Toàn cầu (IFPI Global Music Report) | 2      |
| Bảng xếp hạng (2018)                      | Vị trí |
| Album Úc (ARIA)                           | 11     |
| Album Bỉ (Ultratop Flanders)              | 77     |
| Album Canada (Billboard)                  | 4      |
| Album Đan Mạch (Hitlisten)                | 87     |
| Album Estonia (Eesti Ekspress)            | 35     |
| Album Ireland (IRMA)                      | 16     |
| Album Nhật Bản (Billboard Japan)          | 72     |
| Album Mexico (AMPROFON)                   | 62     |
| Album New Zealand (RMNZ)                  | 9      |
| Hàn Quốc Album Quốc tế (Gaon)             | 84     |
| Album Vương quốc Anh (OCC)                | 37     |
| Hoa Kỳ Billboard 200                      | 1      |
| Bảng xếp hạng (2019)                      | Vị trí |
| Album Úc (ARIA)                           | 27     |
| Album New Zealand (RMNZ)                  | 45     |
| Album Tây Ban Nha (PROMUSICAE)            | 93     |
| Hoa Kỳ Billboard 200                      | 74     |
| Bảng xếp hạng (2020)                      | Vị trí |
| Album Úc (ARIA)                           | 69     |
| Bảng xếp hạng (2021)                      | Vị trí |
| Album Úc (ARIA)                           | 62     |
| Album Bỉ (Ultratop Flanders)              | 156    |
| Album New Zealand (RMNZ)                  | 50     |
| Hoa Kỳ Billboard 200                      | 170    |
| Bảng xếp hạng (2022)                      | Vị trí |
| Hoa Kỳ Billboard 200                      | 108    |

| Bảng xếp hạng (2010-2019) | Vị trí |
| ------------------------- | ------ |
| Album Úc (ARIA)           | 50     |
| Hoa Kỳ Billboard 200      | 62     |

## Chứng nhận
| Quốc gia | Chứng nhận  | Số đơn vị/doanh số chứng nhận |
| --- | ----------- | ----------------------------- |
| Úc (ARIA) | 3× Bạch kim | 210.000‡                      |
| Áo (IFPI Áo) | Bạch kim    | 15.000‡                       |
| Bỉ (BEA) | Bạch kim    | 20.000‡                       |
| Đan Mạch (IFPI Đan Mạch) | Bạch kim    | 20.000‡                       |
| Pháp (SNEP) | Vàng        | 50.000‡                       |
| Ý (FIMI) | Vàng        | 25.000‡                       |
| Nhật Bản (RIAJ) | Vàng        | 100.000^                      |
| México (AMPROFON) | Bạch kim    | 60.000‡                       |
| New Zealand (RMNZ) | 3× Bạch kim | 45.000‡                       |
| Na Uy (IFPI) | Vàng        | 10.000*                       |
| Ba Lan (ZPAV) | Vàng        | 10.000‡                       |
| Singapore (RIAS) | Bạch kim    | 10.000*                       |
| Tây Ban Nha (PROMUSICAE) | Vàng        | 20.000‡                       |
| Thụy Điển (GLF) | Bạch kim    | 30.000‡                       |
| Anh Quốc (BPI) | Bạch kim    | 300.000‡                      |
| Hoa Kỳ (RIAA) | 3× Bạch kim | 3.000.000‡                    |
| * Chứng nhận dựa theo doanh số tiêu thụ. ^ Chứng nhận dựa theo doanh số nhập hàng. ‡ Chứng nhận dựa theo doanh số tiêu thụ và phát trực tuyến. |             |                               |

## Lịch sử phát hành
| Khu vực | Ngày              | Định dạng                 | Phiên bản  | Nhãn            | Nguồn                   |
| ------- | ----------------- | ------------------------- | ---------- | --------------- | ----------------------- |
| Nhiều   | 10 tháng 11, 2017 | CD Tải kĩ thuật số        | Tiêu chuẩn | Big Machine     | [ 134 ] [ 135 ]         |
| Nhật    | 10 tháng 11, 2017 | CD+ DVD                   | Sang trọng | Universal Music | [ 136 ]                 |
| Brazil  | 24 tháng 11, 2017 | CD                        | Tiêu chuẩn | Universal Music | [ 137 ]                 |
| Nhiều   | 1 tháng 12, 2017  | Streaming                 | Tiêu chuẩn | Big Machine     | [ 138 ]                 |
| Hoa Kỳ  | 15 tháng 12, 2017 | LP                        | Tiêu chuẩn | Big Machine     | [ 135 ]                 |
| Hoa Kỳ  | 29 tháng 12, 2017 | Cassette                  | Tiêu chuẩn | Big Machine     | [ 139 ] [ 140 ]         |
| Nhiều   | 9 tháng 3, 2018   | Tải kĩ thuật số streaming | Karaoke    | Big Machine     | [ 141 ] [ 142 ] [ 143 ] |
| Hoa Kỳ  | 18 tháng 5, 2018  | CD+G+DVD                  | Karaoke    | Big Machine     | [ 144 ]                 |